# Epigynopteryx triseriata
Epigynopteryx triseriata là một loài bướm đêm trong họ Geometridae.